# كاثي كاسيدي
كاثي كاسيدي (بالإنجليزية: Cathy Cassidy)‏ هي كاتبة للأطفال وكاتِبة بريطانية، ولدت في 13 يونيو 1962 في كوفنتري في المملكة المتحدة.

## وصلات خارجية
- الموقع الرسمي